# コンツァーノ
コンツァーノ（伊: Conzano）は、イタリア共和国ピエモンテ州アレッサンドリア県にある、人口約1,000人の基礎自治体（コムーネ）。

## 地理

### 位置・広がり
| 隣接するコムーネは以下の通り。 - カマーニャ・モンフェッラート - カザーレ・モンフェッラート - ル・エ・クッカロ・モンフェッラート - オッチミアーノ |

### 地震分類
イタリアの地震リスク階級 (it) では、4 に分類される
。

## 行政

### 分離集落
コンツァーノには、以下の分離集落（フラツィオーネ）がある。
- Castello,San Maurizio

## 姉妹都市
- Ingham、オーストラリア 1993年